# معهد ماكس بلانك للكيمياء الحيوية

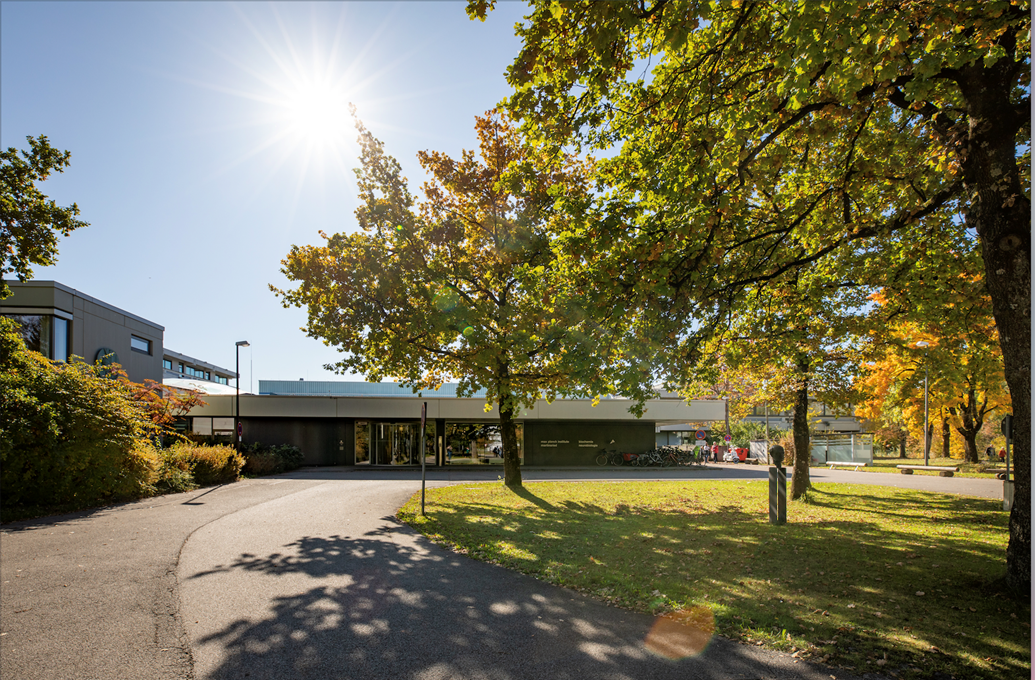

معهد ماكس بلانك للكيمياء الحيوية (بالألمانية: Max-Planck-Institut für Biochemie)‏ هو معهد بحثي تابع لجمعية ماكس بلانك. مقره في مارتنسريد، إحدى ضواحي ميونخ. تأسس سنة 1973 عن طريق اندماج ثلاثة معاهد هي معهد ماكس بلانك للكيمياء الحيوية، ومعهد ماكس بلانك لأبحاث البروتين والجلود (الذي تأسس سنة 1954 في ريغنسبورغ) ومعهد ماكس بلانك لكيمياء الخلية (تأسس سنة 1956 في ميونخ).
يدير المعهد حاليًا فرانتس-أولريش هارتل.

## أقسام المعهد
يضم المعهد حاليًا سبعة أقسام هي:
- قسم الكيمياء الخلوية
- قسم البيولوجيا الجزيئية
- قسم البيويولجيا الجزيئية الخلوية
- قسم الطب الجزيئي
- قسم البيولوجيا الجزيئية التركيبية
- قسم البروتيوميات ونقل الإشارات
- قسم البيولوجيا الخلوية التركيبية